# Fumus boni iuris
Il brocardo fumus boni iuris, in italiano «parvenza di buon diritto», indica la presunzione dell'esistenza di sufficienti presupposti per applicare un istituto giuridico, ad es. i requisiti necessari per ottenere l'ammissione a determinati benefici (come il patrocinio a spese dello Stato) o la pronuncia di determinati provvedimenti del giudice (come i cosiddetti provvedimenti cautelari). 
Si ha fumus boni iuris quando vi è la possibilità che il diritto vantato esista in concreto: l'esistenza di tale presupposto dovrà essere esaminata dal giudice, che deciderà in base ai risultati dell'esame da lui compiuto.

## Esempi e applicazioni
Ad esempio, chiesta l'ammissione al patrocínio a spese dello Stato, il giudice dovrà esaminare se vi sia il «buon diritto» del richiedente, se la pretesa ch'egli vuol far valere in giudizio non sia infondata o temeraria. Chiesto un sequestro, il giudice dovrà esaminare se vi siano delle circostanze di fatto che facciano supporre l'esistenza di un diritto di credito.
È una delle due condizioni necessarie affinché nei ricorsi civili ex art.700 c.p.c. (ma anche nei ricorsi amministrativi presso il TAR e tributari presso le Commissioni Tributarie Provinciali) venga concesso un provvedimento cautelare e cioè un provvedimento che ancor prima della discussione del ricorso sospenda provvisoriamente l'atto contestato. La seconda condizione necessaria è il "Periculum in mora" e cioè che vi sia il pericolo che nel tempo intercorrente fra ricorso e discussione sul merito dello stesso possano intervenire fatti irreparabili che impedirebbero l'applicazione di un eventuale giudizio favorevole al ricorso; per esempio l'abbattimento di alberi o di un edificio.